# Тишина, Варвара Мироновна
Варвара Мироновна Мосина (Тишина) (1923—2008) — передовик советского сельского хозяйства, звеньевая семеноводческого колхоза имени Будённого Золотухинского района Курской области. Герой Социалистического Труда (25.09.1948).

## Биография
Родилась в 1923 году в селе Донское Щигровского уезда Курской губернии (ныне – Золотухинский район Курской области) в крестьянской семье. Русская. Окончила 4 класса начальной школы. Работать пошла с 12 лет няней в детских яслях.
В 1938 году вступила в колхоз имени Будённого. Работала в полеводческой бригаде рядовой колхозницей. Приходилось не только практически вручную обрабатывать поля, но и восстанавливать колхозное имущество, уничтоженное в годы Великой Отечественной войны. Зимой 1945 года была избрана звеньевой семеноводческого колхоза.
В первые послевоенные годы под её руководством в поле выполнялись тщательная прополка и подкормка посевов, их удобрение, летом проводилось искусственное опыление конопли. В те годы в колхозе работали три коноплеводческих звена, которые соревновались между собой. Благодаря такому производственному соперничеству в 1947 году удалось получить высокий для колхоза урожай: 8 центнеров среднерусской конопли и семян среднерусской конопли 7,5 центнеров с гектара на площади 2 гектара.
Указом Президиума Верховного Совета СССР от 25 сентября 1948 года за получение высокого урожая среднерусской конопли Тишиной Варваре Мироновне присвоено звание  Героя Социалистического Труда с вручением ордена Ленина и золотой медали «Серп и Молот».
Этим же указом высокое звании получили звеньевые Татьяна Харитоновна Тишина и Татьяна Максимовна Татаренкова, а 20 работников их звеньев награждены различными орденами и медалями.
Варвара Тишина, в замужестве Мосина, отдавала немало сил и общественной работе. В 1949 году в качестве делегата она была направлена на ХI съезд ВЛКСМ и на I конференцию сторонников мира. В 1950 году побывала в составе советской делегации в Польше, где провела целый
месяц, делясь опытом работы. В 1948 году Варвару избрали членом Курского обкома комсомола.
В дальнейшем окончила Курскую среднюю сельскохозяйственную школу. В 1954 году вернулась в колхоз имени Будённого, где основной технической культурой стала сахарная свёкла. Продолжала ударно работать с новой культурой. Её имя заносилось на районную Доску почёта. К ней приезжали свекловоды из других хозяйств области, чтобы поучиться и перенять опыт.
Активно участвовала в общественной жизни, избиралась членом Курского обкома комсомола, делегатом XI съезда ВЛКСМ, 1-й конференцию сторонников мира.
Имя Варвары Мироновны Мосиной-Тишиной заносилось на районную Доску Почета. К ней приезжали свекловоды из других хозяйств области, чтобы поучиться и перенять бесценный опыт. Имела много наград, среди которых – орден Трудового Красного Знамени.
Последние годы жила с племянницей в городе Орёл. Умерла в 2008 году.

## Награды
- Медаль «Серп и Молот» (25.09.1948));
- Орден Ленина (25.09.1948).
- Орден Трудового Красного Знамени
- Медаль «За трудовое отличие»
- Медаль «В ознаменование 100-летия со дня рождения Владимира Ильича Ленина» (6 апреля 1970)
- Медаль «Ветеран труда»
- медали ВДНХ СССР
- Победитель Всесоюзного соревнования коноплеводов
- Награждена юбилейным знаком «70 лет Орловской области»
- Отмечена грамотами и дипломами.